# گری گرمین
گری گرمین (انگلیسی: Gary Germaine؛ زادهٔ ۲ اوت ۱۹۷۶) بازیکن فوتبال اهل بریتانیا است.
از باشگاه‌هایی که در آن بازی کرده‌است می‌توان به باشگاه فوتبال وست برومویچ آلبیون، باشگاه فوتبال اسکانتورپ یونایتد، و باشگاه فوتبال شروزبری تاون اشاره کرد.
وی همچنین در تیم ملی فوتبال زیر ۲۱ سال اسکاتلند بازی کرده‌است.